# Stefania Belmondo
Pour les articles homonymes, voir Belmondo.
Stefania Belmondo, née le 13 janvier 1969 à Vinadio, dans la province de Coni, au Piémont, est une fondeuse italienne.
Double championne olympique, sur le 30 kilomètres des Jeux olympiques de 1992 à Albertville et sur le 15 kilomètres des Jeux de 2002 à Salt Lake City, elle est également détentrice de huit autres médailles olympiques, soit dix au total, un record féminin partagé avec Raisa Smetanina aux jeux d'hiver, depuis dépassé par Marit Bjørgen, avec quinze podiums et treize médailles mondiales dont quatre titres. Elle finit deuxième du classement général de la Coupe du monde en 1999 (départagée au nombre de victoires avec Bente Skari) et remporte la coupe du monde de sprint en 1997. Elle a eu l'honneur d'allumer la flamme olympique des Jeux olympiques d'hiver de 2006 de Turin.

## Biographie
Elle n'a aucune parenté connue avec l'acteur Jean-Paul Belmondo. Cependant, les deux familles sont originaires des vallées occitanes du Piémont. Elle commence le ski à l'âge de trois ans.

### Carrière sportive
Courant pour le G.S. Forestale (en), elle remporte quatre médailles aux Championnats du monde junior : deux de bronze en 1988 (relais et 5 kilomètres) et deux d'or en 1989 (5 et 15 kilomètres). En 1988, elle participe à ses premiers jeux olympiques à Calgary, avec 19e et 29e comme résultats en épreuve individuelle.
Lors de la saison 1988-1989, elle est déjà auteur de plusieurs résultats dans le top dix en Coupe du monde, dont une cinquième place. En décembre 1989, Belmondo devient victorieuse à ce niveau en gagnant le quinze kilomètres à Soldier Hollow, pour finir huitième du classement général en fin de saison.
La saison 1990-1991, voit Belmondo dominer de suite avec une victoire à Tauplitalm sur la poursuite. Elle concrétise ce résulttat aux Championnats du monde à Val di Fiemme, en Italie, par une médaille de bronze au quinze kilomètres classique et une d'argent au relais. Elle finit deuxième du classement général de la Coupe du monde, largement dominé par Elena Välbe.
L'hiver suivant, elle est sacrée championne olympique à Albertville sur le trente kilomètres, où seule Lioubov Iegorova termine à moins d'une minute. Elle y gagne aussi la médaille d'argent sur la poursuite et le bronze sur le relais.
Aux Jeux olympiques de 1994 à Lillehammer, elle ajoute deux médailles de bronze à son palmarès, décrochées à la poursuite et au relais.
Aux Jeux olympiques de Nagano en 1998, elle prend la médaille d'argent au trente kilomètres et de nouveau le bronze en relais.
En 1998-1999, elle est en forme dès le début de saison, avec une deuxième place à Muonio, mais atteint son pic aux Championnats du monde à Seefeld, où elle est titrée sur le quinze kilomètres libre et la poursuite (aussi en argent avec le relais). Elle lutte avec Bente Skari jusqu'au bout de la saison pour le gain du globe de cristal de la Coupe du monde, finissant deuxième à Holmenkollen et avec le même nombre de points (768). Cependant, la Norvégienne Skari ayant gagné le plus de courses, elle remporte la Coupe du monde et Belmondo deuxième.
Aux Championnats du monde 2001 à Lahti, elle gagne sa treizième et ultime médaille mondiale avec le bronze sur le relais, tandis qu'elle échoue deux fois au quatrième rang en individuel (10 kilomètres classique et poursuite). La victoire lui échappe aussi en Coupe du monde, où elle figure cinq fois sur le podium au long de l'hiver.
Aux Jeux olympiques de 2002, à Salt Lake City, elle retrouve la plus haute marche du podium, remportant le titre sur le quinze kilomètres, où pourtant elle a cassé un des bâtons à 4,5 kilomètres de l'arrivée. Également médaillée de bronze au dix kilomètres, elle obtient la médaille d'argent sur le trente kilomètres classique, sa dixième personnelle aux jeux d'hiver, en terminant à quatre secondes de sa surprenante compatriote Gabriella Paruzzi. Elle court ses dernières manches de Coupe du monde durant cette même saison, où elle s'impose pour la deuxième fois au trente kilomètres de Holmenkollen, après 1997 et à Falun, ce qui la mène au troisième rang mondial.
En raison de sa petite corpulence (1,60 mètre et 45 kg), elle est surnommée la petite tornade.

### Autres activités
Depuis 2003, elle occupe un poste de commentatrice des courses de ski de fond à la télévision italienne (Rai). Aux Jeux olympiques d'hiver de 2006, elle est la dernière relayeuse de la flamme olympique et allume donc la vasque.

## Palmarès

### Jeux olympiques d'hiver

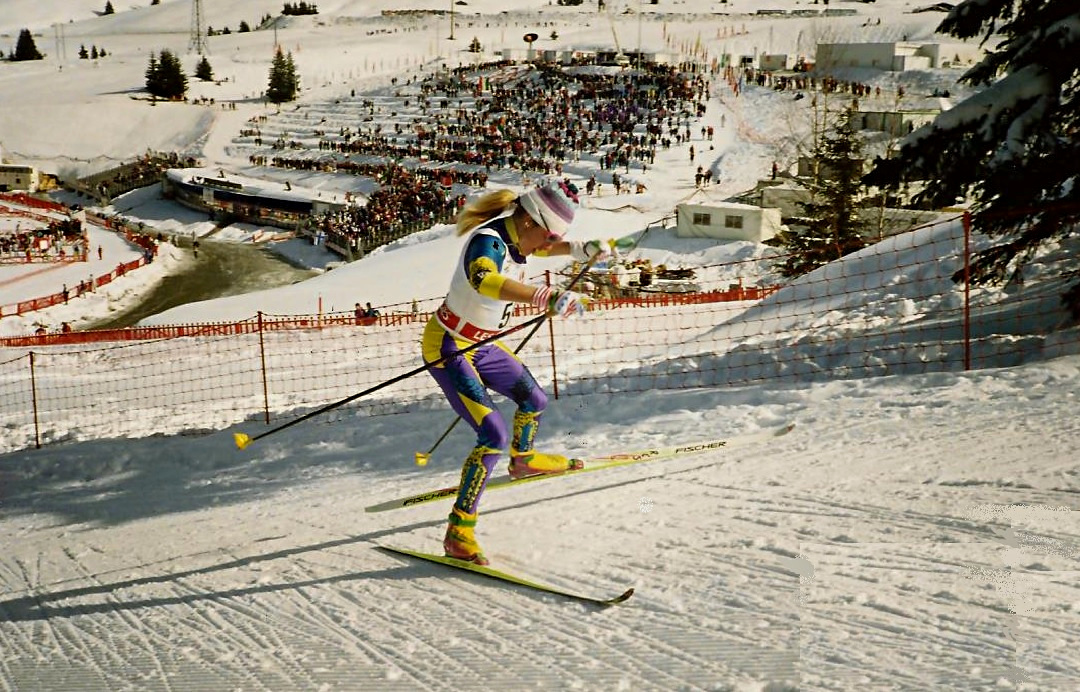
Stefania Belmondo lors du 30 km dames des J.O. d'Albertville, le 21 février 1992.

| Épreuve         | Épreuve           | Éditions         | Éditions         | Éditions    | Éditions            |
| Épreuve         | Épreuve           | Albertville 1992 | Lillehammer 1994 | Nagano 1998 | Salt Lake City 2002 |
| 5 km            | C                 | 4e               | 13e              | 12e         |                     |
| 10 km           |                   |                  |                  |             | Bronze              |
| 15 km           | C                 | 5e               |                  | 8e          |                     |
| 15 km           | F                 |                  | 4e               |             | Or                  |
| Poursuite       | 15 km C           | Argent           | Bronze           | 5e          |                     |
| Poursuite       | 5 + 5 km (C et L) |                  |                  |             | 11e                 |
| 30 km           | F                 | Or               |                  | Argent      |                     |
| 30 km           | C                 |                  |                  |             | Argent              |
| Relais 4 × 5 km | Relais 4 × 5 km   | Bronze           | Bronze           | Bronze      | 6e                  |

### Championnats du monde
| Édition / Épreuve        | 5 km                             | 10 km                            | 10 km                            | 15 km                            | 15 km                            | Poursuite                        | 30 km  | 4 × 5 km |
| Édition / Épreuve        | 5 km                             | Libre                            | Classique                        | Libre                            | Classique                        | Poursuite                        | 30 km  | 4 × 5 km |
| ------------------------ | -------------------------------- | -------------------------------- | -------------------------------- | -------------------------------- | -------------------------------- | -------------------------------- | ------ | -------- |
| Lahti 1989               | Épreuve inexistante à cette date | 10e                              | 11e                              | Épreuve inexistante à cette date | Épreuve inexistante à cette date | Épreuve inexistante à cette date | 6e     |          |
| Val di Fiemme 1991       | Épreuve inexistante à cette date | 10e                              | 7e                               | Épreuve inexistante à cette date | Épreuve inexistante à cette date | Bronze                           | 4e     | Argent   |
| Falun 1993               | 5e                               | Épreuve inexistante à cette date | Épreuve inexistante à cette date | Épreuve inexistante à cette date | 6e                               | Or                               | Or     | Argent   |
| Thunder Bay 1995         | 8e                               | Épreuve inexistante à cette date | Épreuve inexistante à cette date | Épreuve inexistante à cette date | 12e                              | 5e                               | -      | 4e       |
| Trondheim 1997           | Argent                           | Épreuve inexistante à cette date | Épreuve inexistante à cette date | Argent                           | Épreuve inexistante à cette date | Argent                           | Argent | 4e       |
| Ramsau am Dachstein 1999 | 8e                               | Épreuve inexistante à cette date | Épreuve inexistante à cette date | Or                               | Épreuve inexistante à cette date | Or                               | 13e    | Argent   |
| Lahti 2001               | Épreuve inexistante à cette date | Épreuve inexistante à cette date | 4e                               | Épreuve inexistante à cette date | 8e                               | 4e                               |        | Bronze   |

Légende :
- : première place, médaille d'or
- : deuxième place, médaille d'argent
- : troisième place, médaille de bronze
- : épreuve non disputée lors de cette édition

### Coupe du monde
- Meilleur classement général : 2e en 1991, 1991-1992, 1996-1997 et 1999.
- Vainqueur de la Coupe du monde de sprint en 1997.
- 66 podiums individuels en 162 courses en Coupe du monde, dont 23 victoires, 26 deuxièmes places et 17 troisièmes places[4].
- 27 podiums en relais, dont 4 victoires.

#### Liste des victoires
En plus des victoires obtenues aux Championnats du monde et Jeux olympiques (comptabilisées jusqu'en 1999 dans le bilan de Coupe du monde), elle remporte les courses suivantes :
| Date             | Lieu                | Pays       | Discipline                                                                     |
| ---------------- | ------------------- | ---------- | ------------------------------------------------------------------------------ |
| 10 décembre 1989 | Salt Lake City      | États-Unis | 15 km L                                                                        |
| 9 décembre 1990  | Tauplitzalm         | Autriche   | 25 km PU                                                                       |
| 9 décembre 1991  | Silver Star         | Canada     | 15 km C                                                                        |
| 11 janvier 1992  | Cogne               | Italie     | 30 km L                                                                        |
| 29 février 1992  | Lahti               | Finlande   | 30 km C                                                                        |
| 16 janvier 1993  | Cogne               | Italie     | 10 km L                                                                        |
| 29 novembre 1995 | Gällivare           | Suède      | 10 km L                                                                        |
| 3 février 1996   | Seefeld in Tirol    | Autriche   | Sprint par équipes L (avec Manuela Di Centa)                                   |
| 7 décembre 1996  | Davos               | Suisse     | 10 km C                                                                        |
| 14 décembre 1996 | Brusson             | Italie     | 15 km L                                                                        |
| 11 janvier 1997  | Hakuba              | Japon      | 5 km C                                                                         |
| 12 janvier 1997  | Hakuba              | Japon      | 15 km PU                                                                       |
| 19 janvier 1997  | Lahti               | Finlande   | 8x1,5 km Sprint par équipes L (avec Sabina Valbusa)                            |
| 15 mars 1997     | Oslo                | Norvège    | 30 km L                                                                        |
| 11 janvier 1998  | Ramsau am Dachstein | Autriche   | 10 km L                                                                        |
| 7 mars 1998      | Lahti               | Finlande   | 15 km L                                                                        |
| 2 février 2000   | Trondheim           | Norvège    | 5 km L                                                                         |
| 20 février 2000  | Mouthe              | France     | 44 km L MS                                                                     |
| 13 janvier 2001  | Soldier Hollow      | États-Unis | Relais 4 x 5 km (con Sabina Valbusa, Gabriella Paruzzi et Cristina Paluselli)  |
| 9 mars 2002      | Falun               | Suède      | 10 km PU                                                                       |
| 10 mars 2002     | Falun               | Suède      | Relais 4 x 5 km (avec Sabina Valbusa, Gabriella Paruzzi et Cristina Paluselli) |
| 16 mars 2002     | Oslo                | Norvège    | 30 km L                                                                        |

Légende :
MS = départ en masse
PU = poursuite />C = classique
L = libre

#### Classements détaillés
| Saison / Épreuve | Saison / Épreuve | Général | Général |
| ---------------- | ---------------- | ------- | ------- |
| Saison / Épreuve | Saison / Épreuve | Class.  | Points  |
| 1988-1989        | 1988-1989        | 13e     | 37      |
| 1989-1990        | 1989-1990        | 8e      | 66      |
| 1990-1991        | 1990-1991        | 2e      | 128     |
| 1991-1992        | 1991-1992        | 2e      | 156     |
| 1992-1993        | 1992-1993        | 3e      | 596     |
| 1993-1994        | 1993-1994        | 4e      | 481     |
| 1994-1995        | 1994-1995        | 7e      | 377     |
| 1995-1996        | 1995-1996        | 6e      | 675     |
| 1996-1997        | 1996-1997        | 2e      | 909     |
| 1997-1998        | 1997-1998        | 3e      | 534     |
| 1998-1999        | 1998-1999        | 2e      | 768     |
| 1999-2000        | 1999-2000        | 820     |         |
| 2000-2001        | 2000-2001        | 4e      | 785     |
| 2001-2002        | 2001-2002        | 3e      | 760     |

### Autres
Elle gagne la Transjurassienne en 2000.

## Distinctions
Elle reçoit la Médaille Holmenkollen en 1997. Belmondo est élue sportive italienne de l'année en 1993, 1999 et 2002.
Elle est également récompensée du Gazzetta Sports Awards (en) par le journal italien La Gazzetta dello Sport en 1993, 1999 et 2002.
En 2012, elle est promue commandant de l'Ordre du Mérite de la République italienne.
En 2015, elle entre dans le Hall of Fame du sport italien.

## Hommage
Le 7 mai 2015, en présence du président du Comité national olympique italien (CONI), Giovanni Malagò, a été inauguré  le Walk of Fame du sport italien dans le parc olympique du Foro Italico de Rome, le long de Viale delle Olimpiadi. 100 tuiles rapportent chronologiquement les noms des athlètes les plus représentatifs de l'histoire du sport italien. Sur chaque tuile figure le nom du sportif, le sport dans lequel il s'est distingué et le symbole du CONI. L'une de ces tuiles lui est dédiée .